# 590 v.Chr.
Het jaar 590 v.Chr. is een jaartal volgens de christelijke jaartelling.

## Gebeurtenissen

### Egypte
- Koning Aspelta van Koesj verplaatst de hoofdstad van Napata naar Meroë.

### Armenië
- Koning Cyaxares van Medië (huidige Iran) valt het koninkrijk Urartu binnen.
- Koning Rusa III van Urartu overlijdt en wordt opgevolgd door zijn zoon Rusa IV.

### Griekenland
- Koning Eurycratides van Sparta overlijdt en wordt opgevolgd door zijn zoon Leoon.
- Athene mengt zich met Thessalië en Sicyon in het conflict van de Eerste Heilige Oorlog.

## Overleden
- Eurycratides, koning van Sparta
- Rusa III, koning van Urartu